# 维克托·蒂博
维克托·蒂博（法語：Victor Thibault，1867年3月8日—？），生于巴黎，法国男子射箭运动员。他曾代表法国参加1900年夏季奥林匹克运动会射箭比赛，获得二枚银牌。